# Rex Beach
Rex Ellingwood Beach (ur. 1 września 1877 w Atwood, zm. 7 grudnia 1949 w Sebring) – amerykański pisarz, piłkarz wodny, medalista olimpijski z Letnich Igrzysk 1904 w Saint Louis.
Razem z klubem Chicago Athletic Association zdobył srebrny medal w turnieju piłki wodnej.
Uczęszczał do Rollins College na Florydzie, a później studiował prawo na Chicago College of Law oraz Kent College of Law. Krótko pracował jako prawnik, po czym wyjechał na Alaskę w poszukiwaniu złota. Wkrótce zaczął pisać opowiadania podróżnicze. Jego pierwszy utwór The Spoilers, opowiada o życiu w Nome. Kariera pisarza przyniosła mu sławę i majątek. Kilka jego książek zostało zekranizowanych. W 1951 wszystkie jego utwory zostały wycofane z polskich bibliotek oraz objęte cenzurą. W 1949 popełnił samobójstwo.